# Сокър Сити
„Сокър Сити“ е стадион в Република Южна Африка, който с пълно право може да се нарече столицата на южноафриканския футбол.
В средата на 1980-те години футболни функционери се събират и решават да се построи първият национален стадион в страната. Изграждането е финансирано със средствата на южноафриканската футболна общественост. Стадионът е построен през 1987 г.
През 1990 г. в „Сокър Сити“ се състои първият масов митинг след освобождаването на Нелсън Мандела, а през 1993 г. хиляди хора оплакват смъртта на политика Крис Хани. На този стадион също е изигран финалът за Купата на африканските нации през 1996 г., който РЮА печели.
В непосредствена близост до стадиона се намира седалището на Южноафриканския футболен съюз САФА Хаус. Освен това там се приютяват Организационният комитет и офисите на ФИФА за световното първенство през 2010 г. 
„Сокър Сити“ е бъде главният стадион на 1-вото световно първенство в Африка. Дизайнът на фасадата е уникален, напомнящ на глинено гърне. 40% от жителите на Голям Йоханесбург живеят в съседния на стадиона град Совето, това е и най-многолюдното селище с чернокожи в страната. Възникнал при миграцията на чернокожите от селата към градовете в търсене на работа, днес Совето е най-голямото селище-гето в Африка, с богата политическа история и основна забележителност къщата на Нелсън Мандела.
Стадион „Сокър Сити“ е най-големият стадион в Африка, с капацитет от 94 736 седящи места.

## Купа на африканските нации (1996)
Сокър Сити е използван като основно място за турнира. Той е домакин на стартовия мач, 5 други групови игри, Четвъртфинал, Полуфинал, на 3-то място в Плейофа и на финала. Мачовете са:
| Дата          | Време (UTC+2) | Отбори №1   | Резултат | Отбори №2 | Предварителни групи   | Посещение |
| ------------- | ------------- | ----------- | -------- | --------- | --------------------- | --------- |
| 13-01-1996 г. |               | Южна Африка | 3 – 0    | Камерун   | Група A (стартов мач) | 80 000    |
| 15-01-1996 г. |               | Египет      | 2 – 1    | Ангола    | Група A               | 6000      |
| 18-01-1996 г. |               | Камерун     | 2 – 1    | Египет    | Група A               | 4000      |
| 20-01-1996 г. |               | Южна Африка | 1 – 0    | Ангола    | Група A               | 30 000    |
| 24-01-1996 г. |               | Южна Африка | 0 – 1    | Египет    | Група A               | 20 000    |
| 25-01-1996 г. |               | ДР Конго    | 2 – 0    | Либерия   | Група C               | 3000      |
| 27-01-1996 г. |               | Южна Африка | 2 – 1    | Алжир     | Четвъртфинал          | 30 000    |
| 31-10-1996 г. |               | Южна Африка | 3 – 0    | Гана      | Полуфинал             | 75 000    |
| 03-02-1996 г. |               | Гана        | 0 – 1    | Замбия    | Мач за трето място    | 80 000    |
| 03-02-1996 г. |               | Южна Африка | 2 – 0    | Тунис     | Финал                 | 80 000    |

## Световно първенство по футбол 2010
Стадионът е домакин на откриването на Световното първенство по футбол с мач между РЮА и Мексико и на още 4 мача от първи тур, втори тур, четвъртфинала и Финала.
| Дата          | Време (UTC+2) | Отбори №1              | Резултат | Отбори №2              | Предварителни групи   | Посещение |
| ------------- | ------------- | ---------------------- | -------- | ---------------------- | --------------------- | --------- |
| 13-01-1996 г. | 17:00         | Южна Африка            | 1 – 1    | Мексико                | Група A (стартов мач) | 84 490    |
| 15-01-1996 г. | 14:30         | Нидерландия            | 2 – 0    | Дания                  | Група Е               | 83 465    |
| 18-01-1996 г. | 14:30         | Аржентина              | 4 – 1    | Корейска НДР           | Група Б               | 82 174    |
| 20-01-1996 г. | 21:30         | Бразилия               | 3 – 1    | Кот д'Ивоар            | Група Г               | 84 445    |
| 24-01-1996 г. | 21:30         | Гана                   | 0 – 1    | Германия               | Група Д               | 83 391    |
| 25-01-1996 г. | 21:30         | Аржентина              | 3 – 1    | Мексико                | Осминафинал           | -         |
| 27-01-1996 г. | 21:30         | 1 – 1\|-               | Гана     | Четвъртфинал           | -                     |           |
| 31-10-1996 г. |               | Победител от 61-ви мач | -        | Победител от 62-ри мач | Финал                 | -         |